# Ischnura isoetes
Ischnura isoetes – gatunek ważki z rodziny łątkowatych (Coenagrionidae). Endemit Gór Centralnych na Nowej Gwinei; jak dotąd stwierdzany tylko w indonezyjskiej części wyspy.